# Dicephalospora
Dicephalospora är ett släkte av svampar. Dicephalospora ingår i familjen Rutstroemiaceae, ordningen disksvampar, klassen Leotiomycetes, divisionen sporsäcksvampar och riket svampar.
|                | Lanzia |
|                | |
|                | Lambertella |
|                | |
|                | Rutstroemia |
|                | |
|                | Poculum |
|                | |
|                | Moellerodiscus |
|                | |
| Dicephalospora | \| \| Dicephalospora calochroa \| \| \| \| \| \| Dicephalospora rufocornea \| \| \| \| \| \| Dicephalospora chrysotricha \| \| \| \| \| \| Dicephalospora damingshanica \| \| \| \| \| \| Dicephalospora pinglongshanica \| \| \| \| |
|                | \| \| Dicephalospora calochroa \| \| \| \| \| \| Dicephalospora rufocornea \| \| \| \| \| \| Dicephalospora chrysotricha \| \| \| \| \| \| Dicephalospora damingshanica \| \| \| \| \| \| Dicephalospora pinglongshanica \| \| \| \| |
|                | Scleromitrula |
|                | |
|                | Dicephalospora calochroa |
|                | |
|                | Dicephalospora rufocornea |
|                | |
|                | Dicephalospora chrysotricha |
|                | |
|                | Dicephalospora damingshanica |
|                | |
|                | Dicephalospora pinglongshanica |
|                | |

|  | Dicephalospora calochroa       |
|  |                                |
|  | Dicephalospora rufocornea      |
|  |                                |
|  | Dicephalospora chrysotricha    |
|  |                                |
|  | Dicephalospora damingshanica   |
|  |                                |
|  | Dicephalospora pinglongshanica |
|  |                                |